# 資料廣播
（為的混成詞）泛指透過無線電波大範圍地播送資料；現常指的是電視台隨著數位無線電視發送的輔助性資訊。涉及數位化時較常使用「數據廣播」一詞，但資料廣播本身其實也應用於類比電視或電台廣播的無線電內容。一般無法作用在媒體的自帶資料（例如為數位無線電視或衛星電視系統定義頻道號碼的PSIP資料），或發信通道完全獨立的纜線數據機、衛星數據機等物。

## 概述
資料廣播是從20世紀70年代開始發展的電視資訊逐漸進化的一門技術。電視的廣播歷史源起類比電視，但現行資料廣播的技術方式是在類比電視廣播系統時代內發展數位技術時逐漸蓬勃開發。雖然資料廣播並沒有明確的定義，但通常也涵指了一般廣播以外所有形式的廣播附加服務；有些已經實際運用，有些僅停留於實驗階段，還有一些是只在從類比電視數位轉型過渡期時應用。
資料廣播通常提供了新聞、天氣、交通、股市等可能和當下播放節目相關聯、也可能與節目內容無關的獨立資訊。這些內容可能也具互動性，例如遊戲、購物或教育行為。常見的電視資訊（英語：Teletext）即為資料廣播最常見的型態；此外，儘管某程度上是超出原始定義，電子節目表（EPG）通常會被含算在內，因為其經常被認為是電視資訊的自帶基礎功能。
ATSC、DVB和ISDB皆能透過DTT（數位無線電視）進行寬頻資料廣播，但這些標準不一定有定義使用方式；在類比電視的中頻寬和低頻寬，則分別可以利用過掃描（英語：overscan）和垂直空白間隙（VBI）進行資料廣播（包括電視資訊）。類比調頻廣播可在中窄副載波使用DirectBand或無線電資料廣播進行；而EUREKA-147和混合式數位廣播（英語：Hybrid Digital Radio）都能在數位廣播進行資料廣播，並規範了一些基礎標準，也允許使用擴展資料服務。
術語「網路協定數據廣播（英語：Internet Protocol Datacasting，常縮寫為IPDC或IP Datacasting，或中英混搭寫為IP數據廣播）」是指透過結合了DVB-H寬頻的下行通道與行動通訊網路（如GPRS或UMTS）的回傳通道來發送IP封包的一種技術。 2005年10月時，DVB Project就已通過了IPDC第一階段的標準規範內容。
另外，在資料廣播的發展階段，也考量過讓軟體資料可以透過電腦進行播送；雖然此想法後來實際應用體現為接收器的韌體更新，但因為每個接收器製造商發送的都是不同更新資料，資料傳送過程也不是公開電波播送，故並不把此類情況歸入資料廣播範圍，因為認真來說那並不是「廣播」。

## 世界各地的資料廣播服務

### 英國
TTX
源自英國的電視資訊（英語：Teletext）是一種在類比電視上傳輸的資料廣播，Teletext有限公司和Ceefax服務為英國國內主要供應商；然而儘管在英國提供數位無線電視資料廣播服務使用的是MHEG-5技術，卻也普遍使用「數位電視資訊」俗稱之。

在英國，1970年起的BBC、1973年起的IBA都一直在研發電視資訊技術；而1974年9月於倫敦舉辦的國際廣電博覽會上，則是決定統整電視資訊系統，並預計進行定期試播。整合後的技術正式命名為「Teletext」，而BBC（Ceefax服務）和IBA（ORACLE服務，隨後被Teletext有限公司打敗）則是以各自服務名稱進行Teletext服務。該技術旨在透過垂直空白間隙用2進位的NRZ承載文字，來實現電視資訊播放。
其中，BBC開發的Ceefax係一種固定格式，使用一條掃描線發送屏幕中一行字符代碼，其訊息傳輸位置會固定訊息顯示位置。該傳輸方式於1986年5月在CCIR國際標準中名為B系統（B為British的首字母），成為當時國際盛行方式之一。

WST
世界系統電視資訊（英語：World System Teletext）是當今全歐洲電視資訊標準的名稱。自1980年代起，幾乎所有於歐洲販售的電視機都內建了WST標準電視資訊解碼器作為基礎功能。
其最初源於BBC（Ceefax）和IBA（ORACLE）於1974年制定用於teletext傳輸的英國標準，1976 年擴展為廣播圖文規範。透過微調讓各地字元集可互相替代，並適用於NTSC系統，使之真正成為國際間皆適用的「世界teletext系統」。

### 法國
在法國，電視資訊發展始於1973年左右，由結合了文字資訊編碼系統的Antiope和數位廣播解碼器的Didon發展而成，該系統於1977年確立。法國的傳輸技術與英國相同，使用電視訊號的VBI來實現資料廣播。
而和英國相異的是，由法國CCETT開發的Antiope是一種未將訊息顯示位置和訊息傳輸位置相關聯的可變格式系統。該傳輸方式於1986年5月在CCIR國際標準中名為A系統（A為Antiope的首字母），成為當時國際盛行方式之一。

### 加拿大
在1970年代後半，加拿大通訊研究中心也開發了資料廣播技術Telidon，是一種可變系統格式。該傳輸方式於1986年5月在CCIR國際標準中名為C系統（C為Canada的首字母），成為當時國際盛行方式之一。

### 美國
NABTS
NABTS是1980年代中期的標準，為CBS的ExtraVision和NBC短暫出現過的NBC電視資訊服務所用。由於美國缺乏統一的相關標準，加上消費者對必須高價購入解碼器的抵制，電視資訊在美國的發展受到阻礙，在北美並沒有真正流行起來。在整個類比電視時期，美國的電視資訊或其他類似技術實際上並不存在。但NABTS看見了資料廣播功能的新用途，也轉而運用於當時能在Windows 98下運行的WebTV與現今網路前身的Intercast。加拿大公司Norpak為NABTS製造販售編碼器和解碼器，直至2010年代初期北美結束了類比電視。
NABTS現仍可用於傳統類比視訊系統，透過電視播放或視頻信號進行專用閉路電視的資料傳輸。

RBDS
RBDS（英語：Radio Broadcast Data System）是美國根據歐洲無線電資料廣播（英語：Radio Data System，RDS）稍微變體的標準，承載於FM無線電台的57kHz副載波上。雖然最初是用於節目相關資料，但也可用於資料廣播所需，包括呼叫服務和DGPS 。

Ambient資訊網
Ambient資訊網是美國Ambient Devices公司擁有的資料廣播網路，並委託USA Mobility公司營運。其提供美國地區的呼叫服務，並側重於當地（或更廣泛區域）感興趣的資訊，例如天氣和股票指數等；此外，進一步付費訂閱Ambient服務，將可為特定設備提供更個人化的資訊。

DirectBand
微軟開發的DirectBand使用的是從FM廣播電台租借的67.65kHz副載波。該副載波為每個站點提供約12kbit/s（糾錯後淨值）、每個城市每天超過100MB的資料。這些資料包涵交通、體育、天氣、股市、新聞、電影場次、日曆預約和當地時間等。
微軟基於該技術提供的無線網路服務則稱為MSN Direct，僅限美國本土運行；現已在2008年正式終止服務，但微軟仍試圖使用DirectBand技術進行其他研發。

MovieBeam
目前已停運的MovieBeam源於迪士尼，使用Dotcast公司的dNTSC專利技術，能透過NTSC類比電視較低的單邊帶調變來傳輸720p的HDTV電影，便可在具有隨選服務的機上盒購買計次觀看電影。並經由隸屬美國PBS的國家資料廣播公司線路配送。
相較於當時有線電視與衛星電視發展的隨選影片服務，基於類比無線電視的MovieBeam影片壓縮過度和訊號容易不穩，導致觀眾批評其影片品質，加之美國將於2009年完成電視全面數位化，MovieBeam最終於2007年12月終止服務。

TV Guide On Screen
TV Guide On Screen的資料廣播是由廣告商提供，依美國電視市場區域（TMA）各區擇一間當地電視台播放互動式電子節目表，使觀眾能夠導航、分類、選擇和安排電視節目以進行觀看或錄製。最初的類比電視服務利用的是負責發送電視台用來資料傳播的垂直空白間隙，類似於傳送隱藏字幕和電視資訊的方式；因為訊號以低位元率傳送，在初始設置時可能需要耗費24小時下載資料。
2012年11月時，北美服務無預警宣布開始停止營運。

ATSC-M/H
ATSC-M/H是行動電視其中一種影片格式，主要使用區域為北美和韓國。因為是由廣播者本身而非第三方（ISP或基地台）來控制傳輸，所以基本上是免費播放（不過也能做成訂閱制）。從技術面來看，這是MPEG-4串流影片的IP封裝資料廣播，與無線電視的ATSCMPEG傳輸串流共同使用頻道。M/H系統增加了原本ATSC沒有的大量糾錯，補強ATSC在行動裝置較弱的接收能力。

UpdateTV
UpdateTV是UpdateLogic公司在部分電視機品牌和其他ATSC調諧器上的一種服務，開發了將資料廣播韌體更新到數位電視設備的系統。其使用空中編程技術，也會透過國家資料廣播公司在PBS電視台播送。

AIR遠程教育創新計畫
位於美國的美國研究學會（英語：American Institutes for Research）是一家非營利、無黨派立場，專於社會科學研究、評估和技術援助的組織，也是世界上最大的社會科學研究組織之一，過往執行了許多區域性或全球性的大型人道援助計畫；而「遠程教育創新計畫」於2020年起發起，係透過資料廣播提供新冠疫情下提供美國國內偏遠地區兒童進行遠程學習的服務，支援沒有寬頻或經濟不許可擁有網路的學生，並對欠缺教育資源的社區提供額外知識性服務。

### 日本

#### 概述
身為亞洲最早發展資料廣播的國家，日本資料廣播的起源可從1985年開始的電視資訊功能算起，並延伸開發更多資料廣播其他商業和公眾用途。
1980年代時，日本也開發了自家可變格式電視資訊編碼的傳輸方法。該傳輸方式於1986年5月在CCIR國際標準中名為D系統（D為訂定日本國內廣電技術標準化的無線電技術審議會之日語羅馬字首字母），成為當時國際盛行方式之一。
而在1988年的NHK衛星2台（BS2），週日深夜（週一黎明前）的凌晨1至5時被稱為「技術實驗時間」時段，停止公眾商業播放後出現的彩色條紋訊號會伴隨著Hi-Vision和傳真廣播進行下一世代的資料廣播測試。
1990年中後期起，各式各樣的終端接收器和大眾媒體皆開始實施了資料廣播，其中大部分是免費播放，但由於各家服務都是需要再安裝成本高昂的額外接收器，因此資料廣播服務並未普及；但到了開始數位廣播的2000年起，資料廣播反而成為了積極推廣特色之一。電視台免費提供資料廣播服務，且除了電視接收器外無須任何額外特殊設備。操作方式係使用遙控器的方向按鍵與確定按鍵為主、再輔以4種顏色的彩色按鍵與0-9共10個的數字按鍵，來產生簡單便利的回傳資料。透過這種回傳機制，除了頻道的新聞、天氣預報和節目資訊外，還能執行與節目相關聯的問卷、投票、猜謎、遊戲等資料廣播關聯節目，甚至能在當下播放頻道即時顯示該節目正出現的圖像、歌曲與音樂等輔助訊息，和節目內容一起顯示在螢幕上。每個電台都聲稱資料廣播是參與性廣播，無論只用視覺（電視畫面）或只有聽覺（電台口述）的廣播都能做到讓使用者進行即時性資料回傳。
由於無論BS數位廣播、CS數位廣播和數位無線電視傳輸的所有資料廣播都可以單獨透過接收器使用（除了已終止服務的Ep廣播），因此日本普及數位電視後，在發生災害時，觀眾可以當下立刻按遙控器上的d按鈕查看即時災害訊息。2015年起，部分廣電業者提供了透過「L警報」在螢幕上強制顯示災害訊息的服務。該災害訊息（避難資訊、洪水訊息等，顯示資訊因廣播公司而異）會根據機上盒等接收器註冊的郵政編碼區域（即觀眾居住地）判斷是否位於受災區，進而執行螢幕是否顯示。

此外，在日本的數位電視中，由無線電產業會（ARIB）制定的BML定義為用於數位資料廣播的標記語言，而不是用於行動裝置。

#### 資料廣播的種類

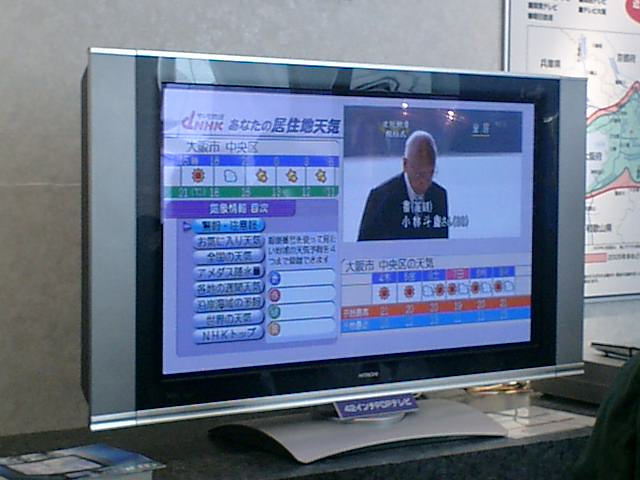
正在播送資料廣播畫面的數位電視

##### 以與其他廣播方式的關聯分類
獨立資料廣播
指僅透過資料廣播完成播出。
節目聯動資料廣播
指與正在播出的節目進行聯動資料廣播。節目表會以「デ」標記採用此方式的節目。

- 例:於電視或廣播的智力競賽節目播出時，資料廣播同時也會有與節目連動的智力測驗題目。

此廣播方式於NHK與TBS的畫面上會標註為「dデータ」。於日本電視台、富士電視台、朝日電視台、東京電視台則標註為「dデータ放送」。
與字幕廣播不同，以節目聯動資料廣播播出的節目無法應對網路延遲廣播的發生。
補充資料廣播（節目資訊）
指即使於節目未播出時仍透過資料廣播提供與其節目相關的資訊。

- 例:電視頻道與廣播頻道提供的天氣預報與新聞的相關資訊或推薦節目的介紹。
- 發生地震時，提供有關震央、震度和海嘯的相關資訊（僅限於NHK（最大震度3以上時））。

### 韓國
MBC電視台自1999年4月開始運用資料廣播，透過利用無線廣播頻率之間的空白頻寬傳輸各種訊息，使資訊螢幕與節目屏幕能同時顯示收看。全國性資料廣播則從2000年9月起從首爾開始試播，以無線電視為中心，在2001年11月各電視台進行正式播放。
此外，自2001年底起，國營的KBS電視台提供數位衛星電視服務，韓國全面數位電視時代有望到來；而後SBS電視台於2002年韓日世足賽首次嘗試IP數據廣播試播服務，並新建了韓國業界首度的IP數據廣播部門，以期在下屆2006年世足賽正式運用。由於IP數據廣播是透過數位電視提供的功能，所以韓國電視全面數位化後，即自動通用於無線、衛星和有線電視服務；上述的韓國三大無線電視公司在2006年亞運會上皆進行了實驗性的IP數據廣播服務。

### 大馬
馬來西亞多頻道付費電視運營商MiTV企業有限公司於2004年推出了自家的IP傳輸UHF服務，其流量全用於提供IP服務，例如多播串流和IP數據廣播。

### 澳洲
數位24
澳洲的傳輸基礎建設企業澳大利亞廣播傳輸公司承辦了限定在雪梨的為期三年試播，進行DVB-T系統的澳洲資料廣播服務。該試播包含了一些在標準7MHz進行多路複播的服務，統稱為數位24（Digital Forty Four）。
雖在2007年時國會通過繼續延期，但澳洲通訊媒體局在2010年宣布資料廣播服務未來會開放招標，在2010年4月30日午夜時分結束服務。

MyTalk
2007年4月13日，一個在泛澳洲播放、名為MyTalk的資料廣播頻道正式開台。為南十字星台與10號網南十字星台提供新聞、天氣和其他輔助訊息，任何觀眾皆可免費接收。該串流螢幕內容會由觀眾位置的個人化文本與來自電視台的4:3影片組成。
因頻道擁有者南十字廣播公司被轉售，MyTalk於2008年2月25日停播。

### 南非
Mindset衛視開發了一個IP衛星資料廣播平台，向南非各地甚至未來計畫普及非洲其他地區發送健康和教育內容。該運作模式是一個儲存轉發的模式，允許平台使用者根據需求查看內容。此模式發布的內容包括影片、可影印文本（以PDF形式）及基於電腦的互動式多媒體內容。
特別的是該模式也涵接GPRS網絡，允許GPRS接收器與Mindset中央伺服器進行通訊。通訊內容包括了機器運行狀況的統計資料（例如電源狀態、磁碟驅動器使用情況等），以及顯示使用者已查看內容統計資料。

### 全球性
Othernet
Othernet的目標是透過地球靜止軌道和低軌道衛星提供來自網路的自由存取內容，進而將之有效地提供給世界各地。該專案同時透過小型衛星（例如立方衛星）和更大型傳統衛星星座網之中的地球同步通訊衛星來進行資料廣播和使用者資料報協定。可啟用Wi-Fi的設備將能與衛星熱點通訊，從中接收來自衛星的資料廣播。

## 相對於網路傳輸的優勢
相較於使用網路，資料廣播具有眾多顯著優勢，特別是在網路隱私和審查制度層面。
衛星廣播頻道和地面廣播頻道都可以承載多播IP資料，這些資料可以經由適合的接收器轉發到區域網路（LAN），可簡化到如運行自訂韌體的低成本機上盒。經由多播來傳輸網頁的軟體相當易於實行，且現今已開發了不少相關技術。

### 隱私
因為是被動接收資料串流，無法事先得知會收到什麼內容。所以政府不能因為公民在專制政權下閱讀了禁止內容而拘捕他們。在極端情境下，接收器可以和網際網路從實體到虛擬都不相連，以確保最大安全性，進而提供比仍建於網路的暗網（如Tor）更安全的系统。

### 審查制度
相較於封鎖網站，在技術和政治層面上干擾衛星訊號更為困難。因為資料串流可以和電視頻道一起傳輸，所以企圖干擾資料串流最終也會干擾到電視台。

### 效率
儘管設置衛星寬頻的前置成本非常高，但對播送方來說，大量播送遠比使用網路來得划算，資料廣播可以同時發送給數十萬、數百萬甚至無限個接收者，而不會造成過量使用者同時獲取資料時網路堵塞的狀況。

## 備註與文獻
註解
1. ↑  2010年被Ross Video合夥組織（英语：Ross Video）收購
2. ↑  2014年7月公司名稱變更為Spok Holdings。
3. ↑  不少用戶甚至電視台皆未曾被當時的服務商樂威公司通知，資料廣播即直接斷訊，電視畫面僅顯示通知停止服務的公告。
4. ↑  無線電技術審議會隸屬舊制郵政省，於1985年4月統合至電力通訊技術審議會；2001年1月郵政省廢止，再次統合至新制總務省隸下的無線電監察審議會。

引用
1. ↑  cherryeye. . T客邦. 城邦文化事業. 2013-04-15. （原始内容存档于2013-04-19） （中文（臺灣））. 可惜 SPOT 後續收益不太順利，除了須每月繳交月租費外，服務也僅限美國本土，進而在2008年正式終止服務。
2. ↑  cherryeye. . T客邦. 城邦文化事業. 2013-04-15. （原始内容存档于2013-04-19） （中文（臺灣））. 看準智慧型手錶的風向球，Microsoft 也嘗試在幾個月前便開始啟動相關計劃，並積極接觸手錶零組件的相關廠商，包含 1.5 英吋的顯示器製造商。不過，此計劃並未得到官方的證實。
3. ↑  Thomas Ricker.  [MovieBeam評測：最糟糕的高解析影像品質，噁！]. Engadget. 2006-03-16. （原始内容存档于2021-06-16） （英语）. Now, keep in mind that only 7 of the 100 pre-loaded movies are available in high-definition. Still, those flicks are so compressed that they suffer from some hardcore artifacts, even scenes that were completely still suffered blocking (just check out the cheek in that pic). The other problem noted was that an HDMI equipped HDTV was required to view HD content – if you’re sportin’ DVI then no love.
4. ↑  Rakesh Agrawal.  [MovieBeam的影片隨選（類似）]. Rakesh Agrawal's blog. 2006-12-18. （原始内容存档于2008-01-11） （英语）. Movies are continually beamed to the device using excess space in over-the-air analog TV broadcasts. That is one of the key problems with MovieBeam: it requires users to correctly position an antenna. I found that differences of even a centimeter or two make the difference between receiving movies and not. Although the instructions say that an indicator will light when the signal is lost, I haven’t seen it despite twice having lost signal for several days.
5. ↑  Ben Drawbaugh.  [樂威在無預警情況下關閉其無線電視節目表服務]. Engadget. 美國線上. 2012-11-27. （原始内容存档于2020-11-12） （美国英语）. While most people just use the guide offered on their provider's set-top, this guide is for those who actually use the clear-QAM or over-the-air tuner in their TV. The way it worked is that manufacturers baked the software into the TV, which would then tune into a local affiliate's broadcast of a week's worth of guide data.
6. ↑  Ben Drawbaugh.  [樂威在無預警情況下關閉其無線電視節目表服務]. Engadget. 美國線上. 2012-11-27. （原始内容存档于2020-11-12） （美国英语）. That's because as of November 1st, all the PBS affiliates that were passing on the signal were asked to return their equipment to Rovi, with little to no explanation as to why. Worse, there seems to have been a complete lack of customer communications to help people prepare for the loss of service.
7. ↑  . EE Times中國. 電子工程專輯. 2006-06-13. （原始内容存档于2021-06-18） （中文（中国大陆））. 【UpdateTV方案】到目前为止，还未出现可使数字电视设备更新的低成本方案。UpdateLogic Inc.作为独立的公司已经开发出一种便于在美国实现软件升级的方案：UpdateTV™，可通过地面和有线电视供应商提供软件升级。UpdateLogic已经开发了便于制造商及时更新DTV设备的软件。制造商利用UpdateTV可及时解决软件故障，并在标准变化时及时更新设备。UpdateTV对消费者和网络运营商同样有益，它可以帮助美国顺利过渡到数字电视时代。
8. ↑   [第3技術發展－1 研究發展機構與審議會：昭和60年版 通訊白皮書（資料篇）]. 資訊通訊統計資料中心. 總務省. 1985. （原始内容存档于2016-03-30） （日语）. 【（2）審議会】電気通信に関する技術的な諸問題については、有線と無線とを一体化とした対応が不可欠であることから，従来の郵政省における電波技術審議会及び電気通信審議会技術部会が廃止され，これらを統合した電気通信技術審議会が60年4月に設置された。
9. ↑   [全球世界百科全書／時事／當代社會和時事／社會／環境／學術／文化／社會／環境：資料廣播]. 韓文維基文庫.   [2021-06-29]. （原始内容存档于2022-06-16） （韩语）. 【데이터 방송】Data放送：MBC가 99년 4월부터 실시하고 있다. 지상파 방송의 주파수 가운데 빈 공간을 이용해 각종 정보를 실어 보내는 원리를 이용해 방송화면과 함께 데이터 화면을 볼 수 있다.
10. ↑  방건; 최진수、김진웅.  [國內外資料廣播服務]. 2000 （韩语）. 현재 국내의 디지털 방송은 지상파를 중심으로 2000년 9월부터 서울에서부터  시험 방송을 실시하고 있으며 2001년 11월에는 각 방송사별로 본 방송을 실시할 전망이다.
11. ↑  방건; 최진수、김진웅.  [國內外資料廣播服務]. 2000 （韩语）. 이와 함께 2001년 말부터는 KDB(한국디지털위성방송)에서 디지털 위성방송에 대한 서비스를 할 계획에 있어 본격적인 디지털 방송 시대가 다가올 것으로 예상된다.
12. ↑  정상섭.  [了解互動式資料廣播（Interactive Data Broadcasting）服務]. 韓國文化產業振興院. 2010-05-01. （原始内容存档于2021-08-28） （韩语）. 【SBS 데이터 방송, 2002 한일 월드컵 첫 시험방송 서비스 실시】데이터 방송은 디지털 방송이 제공하는 하나의 기능이기 때문에 지상파, 위성방송, 케이블 TV에서 공통적으로 제공되는 서비스이다. 지상파 방송 3사는 2002년 한일 월드컵과 2006 카타르도하 아시안 게임에서 실험방송을 실시했다.본방송은 SBS가 한국방송 사상 최초로 2006년 6월 8일 오전 10시 목동 본사 7층 DMB 주조정실에서 SBS DTV 데이터 방송을 개국하였다. 이는 2006 독일 월드컵에 맞춰 이뤄진 것으로 아시안게임 이후부터 독립정보방송 개념으로 날씨, 증권, 교통, 뉴스의 4개 분야의 서비스를 시험적으로 24시간 제공하고 있다.
13. ↑   [【標準無線電系統規劃】數位無線電視（包含數位無線廣播）（DTT／DTS）服務於174～230 MHz和470～742 MHz頻段上運行之要求] (PDF). 馬來西亞通訊及多媒體委員會: p7. 2007-09-25. （原始内容存档 (PDF)于2021-08-28） （英语）. 【3.7.5 Terrestrial digital subscription TV】This service was introduced in 2004 using IP datacasting over UHF Band V.It is provided by MiTV and offers multichannel subscription TV. It operatescurrently in the Klang Valley.MiTV has at end 2006 announced its decision to migrate to the standard DVB-T (with MPEG4) platform by end 2007.
14. ↑   [Fairfax傳媒集團的歷史]. Media Man Australia Website Network. Media Man Australia. 2008-07. （原始内容存档于2008-07-22） （澳大利亚英语）. MyTalk Datacasting Channel on November 5, 2007, was officially purchased from Southern Cross Broadcasting. Following this on February 25, 2008, MyTalk ceased broadcasting.

參考
1. ↑  美國國土安全部科技司.  [資料廣播－在現有數位電視頻譜上播送即時影像和臨界數據]. Official website of the Department of Homeland Security. 美國國土安全部. 2021-02-26. （原始内容存档于2021-04-15） （美国英语）.
2. 1 2 3 4 5 6 7  柳町, 昭夫.  [資料廣播的開發過程] (PDF). 影像資訊媒體學會誌（日语：映像情報メディア学会誌） (日本: 影像資訊媒體學會（日语：映像情報メディア学会）). 2013-07-01, 65卷 (7號): p912-915 (2011-04-01). doi:10.3169/itej.65.912. （原始内容存档于2018-06-05） –J-STAGE（日语：J-STAGE） （日语）.
3. ↑  邱炯友. . 國家教育研究院. 圖書館學與資訊科學大辭典. 2012-12. （原始内容存档于2021-08-28） （中文（臺灣））.
4. ↑   [NRSC-4-B: 美國RBDS標準，無線電資料廣播系統（radio broadcast data system）規範] (PDF). 美國國家無線電系統委員會. 2011-04. （原始内容 (pdf)存档于2016-07-02） （美国英语）.
5. ↑  doremi123.  [USA Mobility公司]. MoneyDJ理財網. （原始内容存档于2021-06-13） （中文（臺灣））.
6. ↑  Phillip Torrone.  [Ambient Devices公司現可提供其資料廣播晶片組的訪問權限]. Make: Community. Make雜誌. 2007-08-13. （原始内容存档于2017-11-18） （英语）.
7. ↑  左宛玉. . iThome電腦報. 電週文化事業. 2003-06-18. （原始内容存档于2021-06-15） （中文（臺灣））.
8. ↑  Mark Hachman.  [最新報導：Dotcast公司為迪士尼機上盒提供動力]. ExtremeTech網站. 齊夫戴維斯媒體公司. 2003-08-18. （原始内容存档于2020-09-19） （英语）.
9. ↑  Merissa Marr. 陳, 家齊 , 编. . 經濟日報 (聯合報系). 華爾街日報綜電原文. 2006-02-16 (2006-02-14). （原始内容存档于2021-06-15） –PTT網頁版 （中文（臺灣））.
10. ↑  Alex Veiga.  [隨選視訊服務MovieBeam關閉]. Google News. 美聯社. 2007-12-19. （原始内容存档于2007-12-21） （英语）.
11. ↑   [TV Guide On Screen（北美服務）]. 樂威公司. 2009. （原始内容存档于2009-07-21） （美国英语）.
12. ↑  Kelson.  [TVGOS－只是來貼一張我的節目表也出現了的公告]. AVS Forum. VerticalScope: #7. 2012-11-07. （原始内容存档于2021-06-17） （美国英语）.
13. ↑  王碩; 冉偉.  (PDF). MBA智庫文檔. 資本實驗室: 29. 2013-10-08  [2021-06-18]. （原始内容存档于2021-06-18） （中文（中国大陆））.
14. ↑   [【計畫】遠程教育的創新：資料廣播]. 美國研究學會. 2020. （原始内容存档于2021-04-15） （英语）.
15. ↑   [NHK東京電視台傳真廣播實驗局(1988年2月25日)] (Youtube). NHK. 2020-12-20  [2021年9月4日]. （原始内容存档于2022年6月9日） （日语）.
16. ↑  総務省情報流通行政局地域通信振興課.  [支援發布災害訊息的L警報]. 防災の動き : 防災情報のページ. 內閣府防災政策統籌官（日语：内閣府政策統括官（防災担当））. 2019-06-28. （原始内容存档于2020-01-22） （日语）.
17. ↑   [完整資料廣播服務首度上路]. 雪梨晨鋒報. 澳聯社. 2004-03-17. （原始内容存档于2021-06-19） （澳大利亚英语）.
18. ↑   [雪梨資料廣播試播結束]. archive.is. 澳洲通訊暨媒體管理局. 2010-01-29. （原始内容存档于2012-05-03） （澳大利亚英语）.
19. 1 2  李建軍. . 自由亞洲電台. 2015-11-13. （原始内容存档于2021-04-15） （中文（香港））.
20. 1 2 3  美國國土安全部科技司.  [資料廣播情況說明書] (PDF). Official website of the Department of Homeland Security. 美國國土安全部. 2018-08-08. （原始内容存档 (PDF)于2020-10-22） （美国英语）.

1. 国家广播电视总局.  (PDF). 国家广播电视总局. 北京.   [2025-03-31].